# Andreas Schröder (Handballspieler)
Andreas Schröder (* 26. August 1991) ist ein deutscher Handballspieler.
Andreas Schröder begann mit dem Handballspielen im Alter von fünf Jahren beim TSV Rothenburg. Als 17-Jähriger wechselte er 2008 in die Regionalliga zum HSC Bad Neustadt, wo er bis 2010 spielte. Danach spielte Schröder für ein Jahr bei der HSG Frankfurt in der 2. Bundesliga und wechselte zur Saison 2011/12 zum TV 1893 Neuhausen, mit dem er 2012 in die 1. Bundesliga aufstieg. Ab der Saison 2013/14 stand Schröder beim VfL Gummersbach unter Vertrag. Im Sommer 2017 wechselte er zum HC Erlangen. Ab der Saison 2019/20 stand er beim HSC 2000 Coburg unter Vertrag. Im Sommer 2023 wechselte er zum österreichischen Erstligisten Bregenz Handball. Ab der Saison 2025/26 wird er für den deutschen Drittligisten TSB Heilbronn-Horkheim auflaufen.

## Saisonbilanzen

### Handball-Bundesliga
| Saison    | Verein            | Spielklasse | Spiele | Tore | 7-Meter | Feldtore |
| --------- | ----------------- | ----------- | ------ | ---- | ------- | -------- |
| 2012/13   | TV 1893 Neuhausen | Bundesliga  | 29     | 111  | 0       | 111      |
| 2013/14   | VfL Gummersbach   | Bundesliga  | 33     | 84   | 0       | 84       |
| 2012–2014 | gesamt            | Bundesliga  | 62     | 195  | 0       | 195      |

### HLA Meisterliga
| Saison    | Verein           | Spielklasse     | Spiele | Tore | 7-Meter | Feldtore |
| --------- | ---------------- | --------------- | ------ | ---- | ------- | -------- |
| 2023/24   | Bregenz Handball | HLA Meisterliga | 023    | 082  | 0/0     | 082      |
| 2024/25   | Bregenz Handball | HLA Meisterliga | 024    | 108  | 0/0     | 108      |
| 2023–2025 | gesamt           | HLA Meisterliga | 147    | 190  | 0/0     | 190      |